# Пам'ятки історії Красногвардійського району
У Красногвардійському районі Криму нараховується 57 пам'яток історії, всі — місцевого значення.
| № п/п | Обліковій номер | Найменування пам'ятника | адреса / розташування                                                                                           | Рішення про взяття на облік     | фото |
| ----- | --------------- | --- | --- | ------------------------------- | ---- |
| 1     | 1094            | Братська могила радянських воїнів та мирних жителів, 1941-1944 рр..                                                           | Красногвардійська с/р, п. Красногвардійське, парк                                                               | Рішення КО від 05.09.1969 № 595 |      |
| 2     | 2353            | Пам'ятний знак на честь воїнів-односельчан. Дата споруди: 1975 р.                                                             | Красногвардійська с/р, п. Красногвардійське, парк                                                               | Рішення КО від 15.01.1980 № 16  |      |
| 3     | 2583            | Пам'ятник Ф.Е.Дзержинського. Дата споруди: 10 жовтня 1977 р.                                                                  | Красногвардійська с/р, п. Красногвардійське, вул. Леніна, 3                                                     | Рішення КО від 15.01.1980 № 16  |      |
| 4     | 2357            | Пам'ятний знак воїнам-односельцям, 1941-1945 рр..                                                                             | Олександрівська с/р, с. Олександрівка, біля Будинку культури                                                    | Рішення КО від 15.01.1980 № 16  |      |
| 5     | 1125            | Пам'ятник В.І.Леніну. Дата події: 1870-1924 рр.. Дата споруди: 1966 р.                                                        | Олександрівська с/р, с. Олександрівка, біля Будинку культури                                                    | Рішення КО від 05.09.1969 № 595 |      |
| 6     | 1096            | Братська могила радянських воїнів, 1941-1944 рр..                                                                             | Олександрівська с/р, с. Олександрівка, південно-східна частина сільського кладовища, в районі вул. Ювілейної    | Рішення КО від 05.09.1969 № 595 |      |
| 7     | 1101            | Братська могила радянських воїнів, 1941-1944 рр..                                                                             | Амурська с/р, с. Амурське, північно-східна частина сільського кладовища                                         | Рішення КО від 05.09.1969 № 595 |      |
| 8     | 1137            | Пам'ятник С.М.Кірова. Дата подій: 1886-1934 рр.. Дата споруди: 1967 р.                                                        | Амурська с/р, с. Амурське, у будівлі правління                                                                  | Рішення КО від 05.09.1969 № 595 |      |
| 9     | 1114            | Пам'ятний знак на честь воїнів-односельчан. Дата споруди: 09.05.1970 р.                                                       | Амурська с/р, с. Амурське, вул. Шевченка, біля Будинку культури                                                 | Рішення КО від 05.09.1969 № 595 |      |
| 10    | 1097            | Братська могила радянських воїнів, 1943-1944 рр..                                                                             | Восходненська с/р, с. Схід, парк біля Будинку культури                                                          | Рішення КО від 05.09.1969 № 595 |      |
| 11    | 1135            | Пам'ятник К.Марксу. Дата подій: 1818-1883 рр.. Дата споруди: 1965 р.                                                          | Восходненська с/р, с. Схід, у будівлі правління колгоспу "Росія "                                               | Рішення КО від 05.09.1969 № 595 |      |
| 12    | 1123            | Будівля, в якому працював Герой Соціалістичної Праці П.С.Переверзев, 1943-1944 рр..                                           | Восходненська с/р, с. Восход, вул. Переверзєва, 1                                                               | Рішення КО від 05.09.1969 № 595 |      |
| 13    | 1098            | Могила А.Г.Андреева, квітень 1944 р.                                                                                          | Восходненська с/р, с. Климово, сільське кладовище                                                               | Рішення КО від 05.09.1969 № 595 |      |
| 14    | 3060            | Пам'ятник П.С.Нахімова. Дата подій: 1802-1855 рр.. Дата споруди: 1966 р.                                                      | Восходненська с/р, с. Нахімова, у клубу                                                                         | Рішення КО від 15.04.1986 № 164 |      |
| 15    | 3165            | Пам'ятний знак на честь воїнів-односельчан. Дата споруди: 09.05.1985 р.                                                       | Зерновська с/р, с. Зернове, вул. Ювілейна                                                                       | Рішення КО від 20.02.1990 № 48  |      |
| 16    | 1113            | Братська могила радянських воїнів, 1941 р.                                                                                    | Зерновська с/р, с. Новокатиринівка, у клубу                                                                     | Рішення КО від 05.09.1969 № 595 |      |
| 17    | 1102            | Братська могила радянських воїнів, 1941 р.                                                                                    | Калінінська с/р, с. Вишняківка, сільське кладовище                                                              | Рішення КО від 05.09.1969 № 595 |      |
| 18    | 3056            | Пам'ятний знак на честь воїнів-односельчан. Дата подій: 1941-1944 рр.. Дата споруди: 1971 р.                                  | Калінінська с/р, с. Калініно, у парку                                                                           | Рішення КО від 15.04.1986 № 164 |      |
| 19    | 1099            | Братська могила радянських воїнів, 1944 р.                                                                                    | Калінінська с/р, с. Калініно, сільське кладовище                                                                | Рішення КО від 05.09.1969 № 595 |      |
| 20    | 1100            | Братська могила радянських воїнів, 1944р.                                                                                     | Калінінська с/р, с. Комунари, сільське кладовище                                                                | Рішення КО від 05.09.1969 № 595 |      |
| 21    | 3179            | Могила професора Н.Н.Клепініна, 1936 р.                                                                                       | Клепинінська с/р, с. Клепинино, сільське кладовище                                                              | Рішення КО від 20.02.1990 № 48  |      |
| 22    | 1103            | Братська могила радянських воїнів, 1941 р.                                                                                    | Клепинінська с/р, с. Клепинино, сільське кладовище                                                              | Рішення КО від 05.09.1969 № 595 |      |
| 23    | 3166            | Пам'ятний знак на честь воїнів-односельчан. Дата споруди: 09.05.1985 р.                                                       | Котельниковська с/р, с. Дубровської, вул. Шкільна                                                               | Рішення КО від 20.02.1990 № 48  |      |
| 24    | 1104            | Братська могила радянських воїнів, 1944 р., перепоховання з с. Краснознам'янка в 1990 р.                                      | Краснознам'янська с/р, с. Тімашенко, територія сільського кладовища                                             | Рішення КО від 05.09.1969 № 595 |      |
| 25    | 1105            | Братська могила радянських воїнів, 1941-1944 рр..                                                                             | Краснознам'янська с/р, с. Трактове, у розвилки доріг Сімферополь-Красноперекопськ-Краснознам'янка               | Рішення КО від 05.09.1969 № 595 |      |
| 26    | 1106            | Братська могила радянських воїнів, 1944 р.                                                                                    | Ленінський з/с, колишнє с. Криловка, сільське кладовище                                                         | Рішення КО від 05.09.1969 № 595 |      |
| 27    | 1115            | Пам'ятний знак на честь воїнів-односельчан, 1941-1945 рр..                                                                    | Мар'яновська с/р, с. Мар'янівка                                                                                 | Рішення КО від 05.09.1969 № 595 |      |
| 28    | 3057            | Могила невідомого радянського воїна, 1944 р.                                                                                  | Мар'янівська с/р, с. Мар'янівка, сільське кладовище                                                             | Рішення КО від 15.04.1986 № 164 |      |
| 29    | 3058            | Могила невідомого солдата, 1944 р.                                                                                            | Мар'янівська с/р, с. Щербакове, біля будівлі клубу                                                              | Рішення КО від 15.04.1986 № 164 |      |
| 30    | 3224            | Могила С.С.Гудіма, який загинув при виконанні «інтернаціонального обов'язку». Дата події: 25.06.1983 р. Дата споруди: 1984 р. | Найденовська с/р, с. Найдьонівка, вул. Комсомольській                                                           | Рішення КО від 20.02.1990 № 48  |      |
| 31    | 1122            | Пам'ятний знак на честь воїнів-односельчан. Дата споруди: 09.05.1971 р.                                                       | Новопокровська с/р, с. Новопокровка, у клубу                                                                    | Рішення КО від 05.09.1969 № 595 |      |
| 32    | 1107            | Могила С.М.Лагутіна. Дата події: 1944 р. Дата спорудження: 9 травня 1975 р.                                                   | Новопокровська с/р, с. Проточне, сільське кладовище                                                             | Рішення КО від 05.09.1969 № 595 |      |
| 33    | 1095            | Братська могила партизан, 1919 р.                                                                                             | Жовтневий п/с, п. Жовтневе, ж/д станція «Елеваторна», 30 м на схід від залізничної дороги                       | Рішення КО від 05.09.1969 № 595 |      |
| 34    | 3055            | Пам'ятний знак на честь воїнів-односельчан, 1941-1945 рр..                                                                    | Жовтневий п/с, п. Жовтневе, біля входу в парк                                                                   | Рішення КО від 15.04.1986 № 164 |      |
| 35    | 2354            | Пам'ятник В.І.Леніну. Дата споруди: 1965 р.                                                                                   | Жовтневий п/с, п. Жовтневе, вул. Кондрашина                                                                     | Рішення КО від 15.01.1980 № 16  |      |
| 36    | 1132            | Пам'ятник В.І.Леніну. Дата подій: 1870 — 1924 рр.. Дата споруди: 1966 р.                                                      | Петровська с/р, с. Ближнє, біля Будинку культури                                                                | Рішення КО від 15.01.1980 № 16  |      |
| 37    | 2356            | Могила Харченко Н.Н., 1944 р.                                                                                                 | Петровська с/р, с. Ближнє, біля повороту дороги від Петрівки на Веселе, за 90 км від 72/73-кілометрового стовпа | Рішення КО від 15.01.1980 № 16  |      |
| 38    | 1117            | Пам'ятний знак на честь воїнів-односельчан, 1941-1945 рр..                                                                    | Петровська с/р, с. Вапняне, у Будинку культури                                                                  | Рішення КО від 05.09.1969 № 595 |      |
| 39    | 1109            | Могила І.А.Мундикса, 1941 р.                                                                                                  | Петровська с/р, с. Червона Поляна, сільське кладовище                                                           | Рішення КО від 05.09.1969 № 595 |      |
| 40    | 1110            | Могили радянських воїнів, 1944 р.                                                                                             | Петровська с/р, с. Червона Поляна, сільське кладовище                                                           | Рішення КО від 05.09.1969 № 595 |      |
| 41    | 3221            | Могила І.Б.Загірного, який загинув при виконанні інтернаціонального боргу, 1985 р.                                            | Петровська с/р, с. Червона Поляна, сільське кладовище                                                           | Рішення КО від 20.02.1990 № 48  |      |
| 42    | 1118            | Пам'ятний знак на честь воїнів-односельчан, 1941-1945 рр..                                                                    | Петровська с/р, с. Червона Поляна, біля Будинку культури                                                        | Рішення КО від 05.09.1969 № 595 |      |
| 43    | 1119            | Пам'ятний знак на честь воїнів-односельчан, 1941-1945 рр..                                                                    | Петровська с/р, с. Миролюбівка, біля Будинку культури                                                           | Рішення КО від 05.09.1969 № 595 |      |
| 44    | 1120            | Пам'ятний знак на честь воїнів-односельчан, 1941-1945 рр..                                                                    | Петровський з/с, с. Новоестонія, у Будинку культури                                                             | Рішення КО від 05.09.1969 № 595 |      |
| 45    | 3164            | Пам'ятний знак на честь воїнів-односельчан. Дата споруди: 09.05.1985 р.                                                       | Петровська с/р, с. Петрівка, квартал ім. І.А.Егудіна, у музичної школи                                          | Рішення КО від 20.02.1990 № 48  |      |
| 46    | 1108            | Братська могила партизан, полеглих 1918 року                                                                                  | Петровська с/р, с. Петрівка, сільське кладовище                                                                 | Рішення КО від 05.09.1969 № 595 |      |
| 47    | 1116            | Могила Героя Соціалістичної Праці П.С.Переверзева. Дата події: 03.05.1967 р. Дата споруди: 1968 р.                            | Петровська с/р, с. Петрівка, сільське кладовище                                                                 | Рішення КО від 05.09.1969 № 595 |      |
| 48    | 3220            | Могила В.В.Абашева, який загинув при виконанні інтернаціонального обов'язку. Дата споруди: 1968 р.                            | Петровська с/р, с. Петрівка, сільське кладовище                                                                 | Рішення КО від 20.02.1990 № 48  |      |
| 49    | 1136            | Пам'ятник К.Марксу. Дата подій: 1883-1918 рр.. Дата споруди: 1965 р.                                                          | Петровська с/р, с. Петрівка, біля школи                                                                         | Рішення КО від 05.09.1969 № 595 |      |
| 50    | 1131            | Пам'ятник В.І.Леніну. Дата споруди: 1965 р.                                                                                   | Петровська с/р, с. Петрівка, вул. Комсомольська, у школи-інтернату                                              | Рішення КО від 05.09.1969 № 595 |      |
| 51    | 1111            | Братська могила радянських воїнів, 1941 р.                                                                                    | Петровський з/с, с. Пушкіно, сільське кладовище                                                                 | Рішення КО від 05.09.1969 № 595 |      |
| 52    | 3222            | Могила С.Н.Бірюкова, який загинув при виконанні інтернаціонального обов'язку. Дата події: 1983 р.                             | П'ятихатська с/р, с. Азов, цвинтар                                                                              | Рішення КО від 20.02.1990 № 48  |      |
| 53    | 1121            | Пам'ятний знак на честь воїнів-односельчан. Дата споруди: 1975 р. — заміна                                                    | П'ятихатська с/р, с. П'ятихатка, в центрі села, біля школи                                                      | Рішення КО від 05.09.1969 № 595 |      |
| 54    | 1134            | Пам'ятник В.І.Леніну. Дата споруди: 22.04.1970 р.                                                                             | П'ятихатська с/р, с. П'ятихатка, вул. Леніна                                                                    | Рішення КО від 05.09.1969 № 595 |      |
| 55    | 1112            | Братська могила радянських воїнів, 1941р.                                                                                     | Ровновська с/р, с. Рівне, сільське кладовище                                                                    | Рішення КО від 05.09.1969 № 595 |      |
| 56    | 3059            | Пам'ятний знак на честь шоферів-ветеранів. Дата споруди: 1977 р.                                                              | Янтарненська с/р, с. Янтарне, у гаража                                                                          | Рішення КО від 15.04.1986 № 164 |      |
| 57    | 3223            | Могила А.П.Кочетова, який загинув при виконанні інтернаціонального обов'язку, 14.03.1985р.                                    | Янтарненська с/р, з. Янтарне, вул. Кубракова, сільське кладовище                                                | Рішення КО від 20.02.1990 № 48  |      |
|       |                 | | |                                 |      |